# Mr. Bragg, a Fugitive
Mr. Bragg, a Fugitive è un cortometraggio muto del 1911 diretto da Mack Sennett.

## Trama
Bragg è fissato con la forma fisica e il culturismo. Si mette alla prova per dimostrare la sua forza ma senza grandi risultati. Quando però la moglie viene offesa dal macellaio, Brigg reagisce contro l'omone, facendolo cadere. Sulla mano gli rimane del sangue e lui si persuade di essere un assassino. Cerca così di sottrarsi alla giustizia, convinto che sia stata la propria forza a procurargli quei guai. La moglie, in combutta con il capitano di polizia, lo lascia nell'incertezza finché non gli saranno passate le sue manie di "uomo forte".

## Produzione
Il film fu prodotto dalla Biograph Company.

## Distribuzione
Distribuito dalla General Film Company, il film - un cortometraggio di 151,5 metri - uscì nelle sale cinematografiche statunitensi il 2 ottobre 1911. Nelle proiezioni, veniva programmato con il sistema dello split reel, accorpato in un'unica bobina con un altro cortometraggio prodotto dalla Biograph, la commedia Too Many Burglars.